# Cryptocephalus biondii
Cryptocephalus biondii là một loài bọ cánh cứng trong họ Chrysomelidae. Loài này được Sassi & Regalin miêu tả khoa học năm 1998.